# La casa encantada (película de 1929)
The Haunted House (La casa encantada en español) es un cortometraje animado de Mickey Mouse de 1929 lanzado por Celebrity Productions, como parte de la serie de películas de Mickey Mouse. La caricatura fue producida por Walt Disney Productions y distribuida por Celebrity Productions. Fue el decimocuarto cortometraje de Mickey Mouse que se produjo, el undécimo de ese año.
La película sigue a Mickey Mouse atrapado en una casa embrujada y obligado a tocar música. Fue dirigida por Walt Disney, quien también proporcionó la voz de Mickey; Ub Iwerks fue el animador principal y Carl Stalling escribió la música original.
The Haunted House toma prestada la animación de la primera caricatura Silly Symphony de Disney, The Skeleton Dance, que se estrenó a principios de 1929, aunque la mayor parte de la secuencia es nueva. The Haunted House fue la primera caricatura de Mickey con un tema de terror y abrió el camino a películas posteriores como The Gorilla Mystery (1930) y The Mad Doctor (1933). Disney tuvo algunos problemas con los censores estatales por esta caricatura, debido a los chistes que involucraban un orinal y una letrina.

## Argumento
En una noche oscura y tormentosa, Mickey Mouse se refugia en una casa por la que pasa y pronto descubre que está encantada. Cuando Mickey entra en la casa, la puerta se cierra sola, antes de que Mickey sea sorprendido por una gran araña y varios murciélagos, mientras se esconde. Mickey luego escucha el sonido de los fantasmas y huye a un pasillo antes de que se apaguen las luces. Enciende un fósforo, mira a su alrededor y encuentra la sombra de una figura encapuchada. apareciendo en su sombra. Mickey entra en pánico y huye asustado. La figura encapuchada y varios esqueletos acorralan a Mickey en una habitación y lo obligan a tocar el órgano mientras los esqueletos bailan al ritmo de la música. Cuando la música se detiene, Mickey intenta escapar, pero se topa con callejones sin salida. Finalmente cae por una ventana y cae en un barril de lluvia lleno de esqueletos, antes de huir.

## Recepción
En el DVD de Walt Disney Treasures de 2004, Mickey Mouse in Black and White: Volume Two , The Haunted House se encuentra en la sección de características adicionales "From the Vault", que comienza con una introducción del historiador de cine Leonard Maltin que explica los orígenes de los estereotipos raciales. visto en los dibujos animados de Disney de los años 30 y 40. The Haunted House está incluida en ese grupo debido a "Mammy!" de Mickey. impresión, que se refiere a la famosa actuación de cara negra de Al Jolson, "My Mammy". El corto de 1931 The Moose Hunt también se incluye en esa sección debido a una mordaza similar con Pluto.
En Disney Film Project, Ryan Kirkpatrick elogia este corto como un paso adelante en la sofisticación de la serie: " The Haunted House rompe la fórmula de poner a Mickey en un escenario y hacer que la música comience de inmediato. En cambio, comienza con una toma de establecimiento. de la casa titular, que parece una cara amenazante en el horizonte. Luego vemos a Mickey luchando a través de una tormenta tratando de llegar a la casa. La música, la animación de la lluvia y el viento que sopla que mueve los objetos en primer plano ayudan a dar una sensación de aprensión".
En su libro Mickey's Movies: The Theatrical Films of Mickey Mouse, Gijs Grob no está de acuerdo: "El papel de Mickey en este cortometraje es limitado, y su única función es transmitir el miedo de la audiencia. De hecho, mira repetidamente a la cámara en busca de simpatía, arrastrándonos a la casa embrujada con él. Las primeras escenas de esta caricatura logran evocar una genuina sensación de horror, pero al final el corto se asemeja a las aburridas rutinas de canto y baile de las primeras series de Mickey Mouse y Silly Symphony también. mucho para ser un destacado".
Motion Picture News (4 de enero de 1930) dijo: "Como indica el título, una casa embrujada proporciona el trasfondo de este tema de la popular serie de Mickey Mouse. Tiene muchas cosas raras coronadas por un burlesco de la línea Mammy de Al Jolson, que es un darb, y debería derribar cualquier casa".
The Film Daily (5 de enero de 1930) escribió: "La idea 'creeper', como el título lo indica, se inyectó en un cómic de Mickey Mouse, con la tormenta habitual, fantasmas relámpagos, esqueletos danzantes, etc. También una simulación en flash de Al Jolson, producido por la silueta de un personaje en blanco y negro, con un grito simultáneo de 'Mammy', eso es un nocaut".
Variety (12 de febrero de 1930) dijo: "Otra comedia guau. Se une a las concepciones de comedia altamente imaginativas de Ub Iwerks con efectos de sonido. Mickey Mouse en una villa encantada es rápido y se ríe todo el tiempo. Culmina cuando Mickey se ve obligado a tocar un órgano misterioso mientras un ballet de esqueletos bailan cabriolas extrañas. Deliciosamente loco, este corto puede agregarse a cualquier cartel y mejorarlo por lo tanto".

## Lanzamientos
- 1929 - Estreno en cines
- 1992 - Mickey's Mouse Tracks: Episodio 25
- 1998 - The Ink & Paint Club: "¡Oooh! ¡Miedo!"[8]

## Home media
El corto fue lanzado el 7 de diciembre de 2004 en Walt Disney Treasures: Mickey Mouse in Black and White, Volume Two: 1929-1935.
Los lanzamientos adicionales incluyen:
- 1983 - Walt Disney Cartoon Classics: "Scary Tales" (VHS)[10]